# Маргарита Баденская
Маргарита Баденская (Маргарита Алиса Тира Виктория Мария Луиза Шоластика; 14 июля 1932, Залемское аббатство — 15 января 2013, Фарнем, Юго-Восточная Англия) — единственная дочь принца Бертольда Баденского и его супруги принцессы Теодоры Греческой. Супруга югославского принца Томислава Карагеоргиевича, мать его двоих детей.

## Биография

### Ранняя жизнь
Принцесса Маргарита родилась 14 июля 1932 года в Залемском дворце, Баден-Вюртемберге и выросла там. Во время Второй мировой войны, родители Маргариты выступали на стороне нацистской Германии, и именно из-за этого их и не пригласили на свадьбу принца Филиппа, младшего брата Теодоры, и принцессы Елизаветы (будущая королева Елизавета II).
Она приехала жить в Лондон в 1948 году и обучалась на медсестру в больнице Святого Томаса. В это время её часто видели вместе со своими кузинами принцессой Кристиной Гессенской и Беатрисой Гогенлоэ-Лангенбургской. Беатриса была недолго помолвлена с братом Маргариты принцем Максимилианом, а Кристина стала будущей невесткой Маргариты, выйдя замуж за принца Андрея Карагеоргиевича. Также в это время принцесса Маргарита присутствовала на коронации своей тёти в 1953 году. Находясь в Лондоне, она встретила принца Томислава Карагеоргиевича, члена изгнанной югославской королевской семьи.

### Замужество
5 июня 1957 года Маргарита вышла замуж за принца Томислава, младшего сына короля Александра I Карагеоргиевича и Марии Румынской. Фату невесты несли её двоюродные братья принцы Вельф и Георгий Ганноверские. Её дядя принц Филипп, герцог Эдинбургский и царь Болгарии Симеон II были среди гостей. В браке родились двое детей:
- принц Никола Югославский (род. 15 марта 1956), с 1992 года женат на сербке Лилиане Ликанине (род. 1957). Имеют дочь Марию (род. 1993) и двоих внуков.
- принцесса Катарина Югославская (род. 28 ноября 1958), была замужем за сэром Дезмондом де Сильвой, юристом. Имеют дочь Викторию (род. 1991), которая работает в сфере PR[5][6] .

Супруги жили в Великобритании и управляли фруктовой фермой недалеко от Биллингсхёрста в графстве Суссекс. В 1981 году они развелись.

### Поздние годы
Принцесса Маргарита покровительствовала сербским благотворительным организациям, а также была попечительницей Марфо-Мариинской обители в Москве.
После смерти леди Кэтрин Брандрам в 2007 году она стала пожилой женщиной-потомком королевы Виктории по прямой линии.
В последние годы принцесса Маргарита была нездорова. Её видели в инвалидном кресле в Вестминстерском аббатстве на свадьбе принца Уильяма и Кэтрин Миддлтон; принц Уильям — сын её двоюродного брата Чарльза, принца Уэльского.
Принцесса Маргарита умерла в Фарнеме, графство Суррей, 15 января 2013 года после продолжительной болезни. Её похороны состоялись в Сербской православной церкви Святого Саввы в Ноттинг-Хилле 24 января 2013 года. Её дядя герцог Эдинбургский, королева Греции Анна-Мария и племянник Александр, кронпринц Югославии посетили похороны. Принцесса Маргарита упокоилась на семейном кладбище в Штефансфельде близ Бадена 28 января 2013 года.

## Титулы
- Её Высочество Принцесса Баденская (с 1932)
- Её Высочество Княжна Югославская